# Carrollton (Mississippi)
Pour les articles homonymes, voir Carrollton.
La ville de Carrollton est le siège du comté de Carroll, situé dans l'État du Mississippi, aux États-Unis. Sa population s'élevait à 423 habitants lors du recensement de 2020.